# マタ・ハリ (1931年の映画)

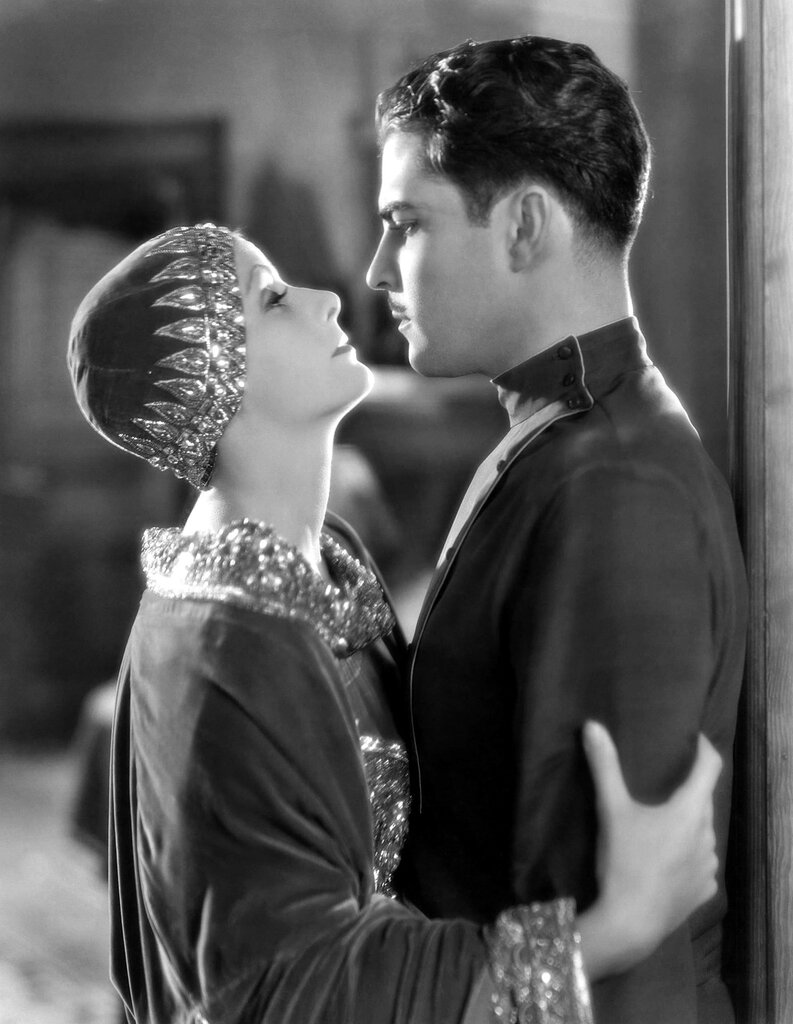
グレタ・ガルボ（左）とラモン・ノヴァロ

『マタ・ハリ』（Mata Hari）は、1931年のアメリカ映画。この映画はヘイズ・コード開始前に製作された。第1次世界大戦の間に、間諜のかどで処刑された高級売春婦マタ・ハリの人生が元になっており、この映画がきっかけで、マタ・ハリという人物がよく知られるようになった。また、商業的にみても、主演のグレタ・ガルボにとって最も成功した作品ともいえる。
アメリカ合衆国だけでなく、ヨーロッパでもヒットした。

## キャスト
- グレタ・ガルボ：マタ・ハリ
- ラモン・ノヴァロ：アレクシス・ロサノフ
- ライオネル・バリモア： Gen. Serge Shubin
- ルイス・ストーン：アンドリアーニ (パビリオン・オーナー)
- C・ヘンリー・ゴードン：Dubois (French Secret Service chief)
- カレン・モーリー：シャルロッタ
- アレック・B・フランシス：Maj. Caron (マタ・ハリの弁護士)
- ブランシュ・フリデリシ：シスター・アンジェリカ
- エドモンド・ブリーズ：ワーデン
- ヘレン・ジェローム・エディ：Sister Genevieve
- フランク・ライヒャー：料理人/スパイ(German captain)